# Peter Hasselblad
Peter Hasselblad, född den 20 april 1966, är en svensk f.d. ishockeyspelare. Under sin karriär spelade han bland annat i Malmö Redhawks och Färjestads BK i elitserien. Hasselblad spelade som back och var en ganska defensiv sådan. Han lade av med ishockeyn efter säsongen 2002/2003.

## Karriär
- 1984/1985–1988/1989 Örebro IK
- 1989/1990–1990/1991 Färjestads BK
- 1991/1992 Team Boro
- 1992/1993–1996/1997 Malmö Redhawks
- 1997/1998 Krefeld Pinguine
- 1998/1999 Bolzano
- 1998/1999 London Knights
- 1999/2000–2002/2003 Malmö Redhawks

## Källhänvisningar
1. 1 2 3 4  ”Peter Hasselblad”. Eliteprospects.com. https://www.eliteprospects.com/player/197/peter-hasselblad. Läst 30 september 2019.